# Джорджо Геци
Джорджо Геци (на италиански: Giorgio Ghezzi) е бивш италиански футболен вратар и треньор.

## Кариера
На 16 години започва да се състезава за аматьорски Чезенатико, като следващата година преминава в отбора на Римини от Серия Ц. През 1949 отива в Серия Б с ФК Модена, а през 1951 г. е привлечен в първодивизионния Интер. Първата година там, Геци не получава голям шанс за изява, понеже тогавашния треньор на отбора Алдо Оливери е приятел с титулярния вратар Ливио Пучиони. С пристигането на Алфредо Фони през сезон 1952-53, първи избор на вратата става именно Геци. През 1954 г. става част и от националния отбор на Италия. Печели две поредни скудети (1952 и 1953), изиграва 186 мача до 1958 г., когато му съобщават, че е продаден на ФК Дженоа. Причина за това спорет клуба е неговия полемичен характер и чувството, че винаги е прав.
В Генуа Геци остава един сезон, понеже АК Милан стават твърдо решени да го привлекат в редиците си. Предлагат на грифоните сделка в която участва друг добър вратар по това време - Лоренцо Буфон, който се жени за бившата годеница на Геци. Интересно е, че Буфон също играе за отборите на Интер, ФК Дженоа и АК Милан, но в обратен ред. Съперническите отношения на терена и в личния живот между двамата вратари, често са тема на италианските медии.
През 1959 г. Геци отива в Милан. Въпреки че първоначално отново не е първи избор на вратата, постепенно се утвърждава като титуляр и е част от тима спечелил скудетото през сезон 1961-62 и КЕШ. Геци изиграва два от трите мача за интерконтиненталната купа. Приключва футболната си кариера през 1965 г. с 341 срещи в Серия А.

### Треньор
Като треньор Геци застава начело на изпадналия в Серия Б отбор на ФК Дженоа, в партньорство с Луиджи Боницони през 1966 г. Първия сезон не им достигат 2 точки да се върнат в елита, а в следващия, резултатите са лоши и разногласията с ръководството са причина за неговото напускане.
Бившият играч на ФК Дженоа Карло Петрини през годините редовно обвинява Геци, че им е давал допинг.

### След футбола
През 1956 г. Геци строи хотел в Чезенатико, който носи името на любимия му клуб - Интернационале. В хотела има зала в която най-видните артисти от този период правят представления. През годините видни негови бивши съотборници му идват на гости (Жозе Алтафини, Джани Ривера, Бенито Лоренци, Антонио Валентин Анджелило, Серджо Бригенти) за да рекламират мястото.
Джорджо Геци умира през 1990 г. от сърдечен арест.

## Отличия
- Шампион на Италия: 3

Интер: 1952-53, 1953-54
Милан: 1961-62
- Купа на Европейските шампиони: 1

Милан: 1962-63